# Padang Kuas
Padang Kuas is een bestuurslaag in het regentschap Seluma van de provincie Bengkulu, Indonesië. Padang Kuas telt 1174 inwoners (volkstelling 2010).